# Kadarpiku
Kadarpiku falu Észtország Lääne megyéjében. Közigazgatásilag Lääne-Nigula községhez tartozik. 2013 októberéig az akkor megszüntetett Taebla községhez tartozott..
Területe 5,3 km². Lakossága 2019. január 1-jén 50 fő volt.
A megyeszékhelytől, Haapsalutól 11 km-re fekszik. A falu területét érinti a Taebla folyó, és a falun keresztülhalad a 9-es, Ääsmäe–Haapsalu–Rohuküla közötti főút.
1939-től 1942-ben bekövetkezett haláláig a faluban élt Ants Laikmaa észt festő. Egykor háza napjainkban múzeum.